# Valinhos
Valinhos est une ville brésilienne de l'État de São Paulo.